# Cubodesmus yazminae
Cubodesmus yazminae är en mångfotingart som beskrevs av Pérez-Asso 1998. Cubodesmus yazminae ingår i släktet Cubodesmus och familjen Chelodesmidae. Inga underarter finns listade i Catalogue of Life.